# 施马伦贝格
施马伦贝格（德語：Schmallenberg，發音：[ˈʃmalənˌbɛʁk] ⓘ）是德国北莱茵-威斯特法伦州阿恩斯贝格行政区上绍尔兰县的城市，面积303.1平方千米，2023年12月31日人口为24,970人。

## 友好城市
施马伦贝格与以下城市结为友好城市：
- 英国 伯吉斯希爾
- 法國 维姆勒